# ماشین تمیزکننده ماسه

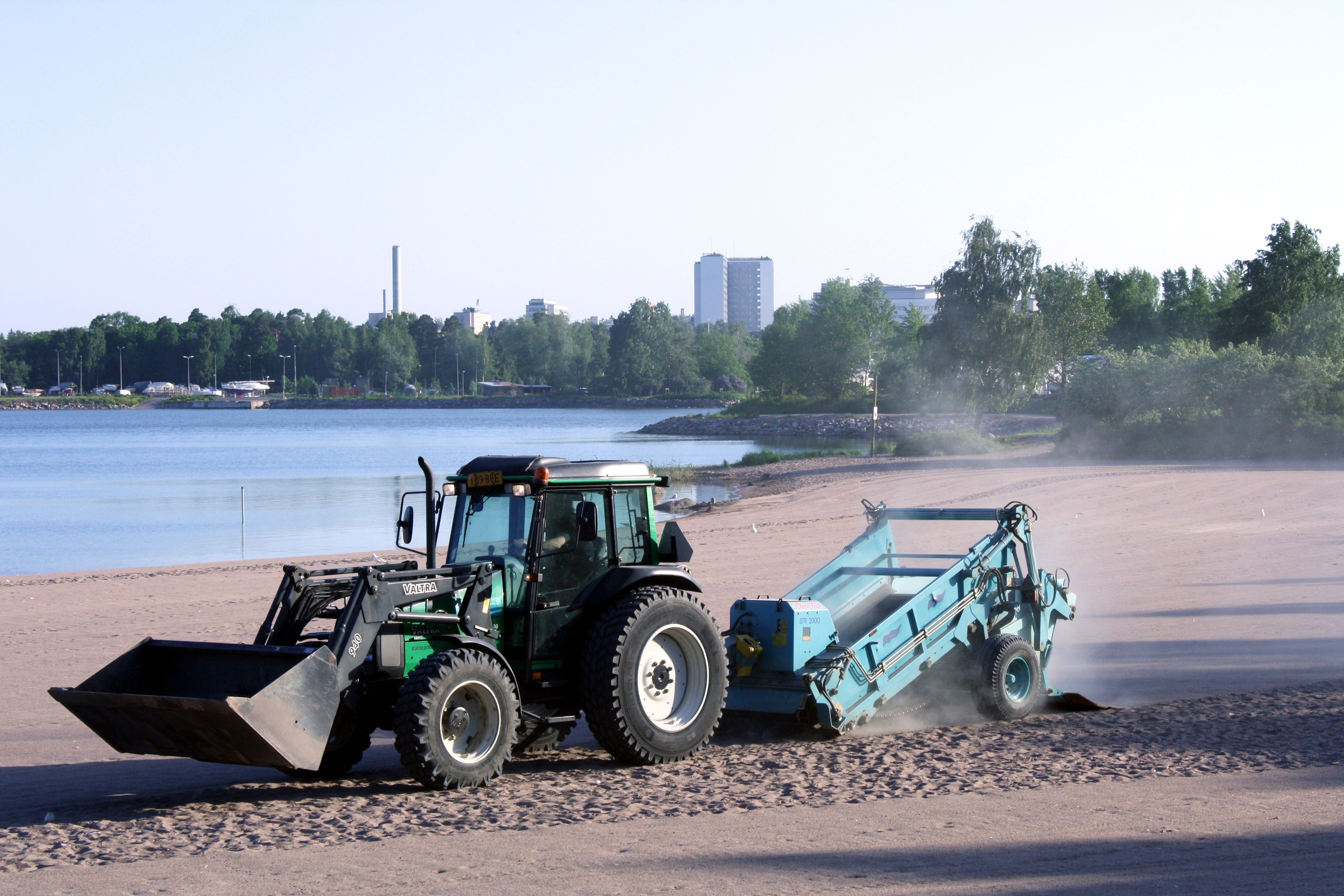
یک تراکتور در حال حمل یک ماسه‌روب در ساحل هیتانیمی در هلسینکی، فنلاند

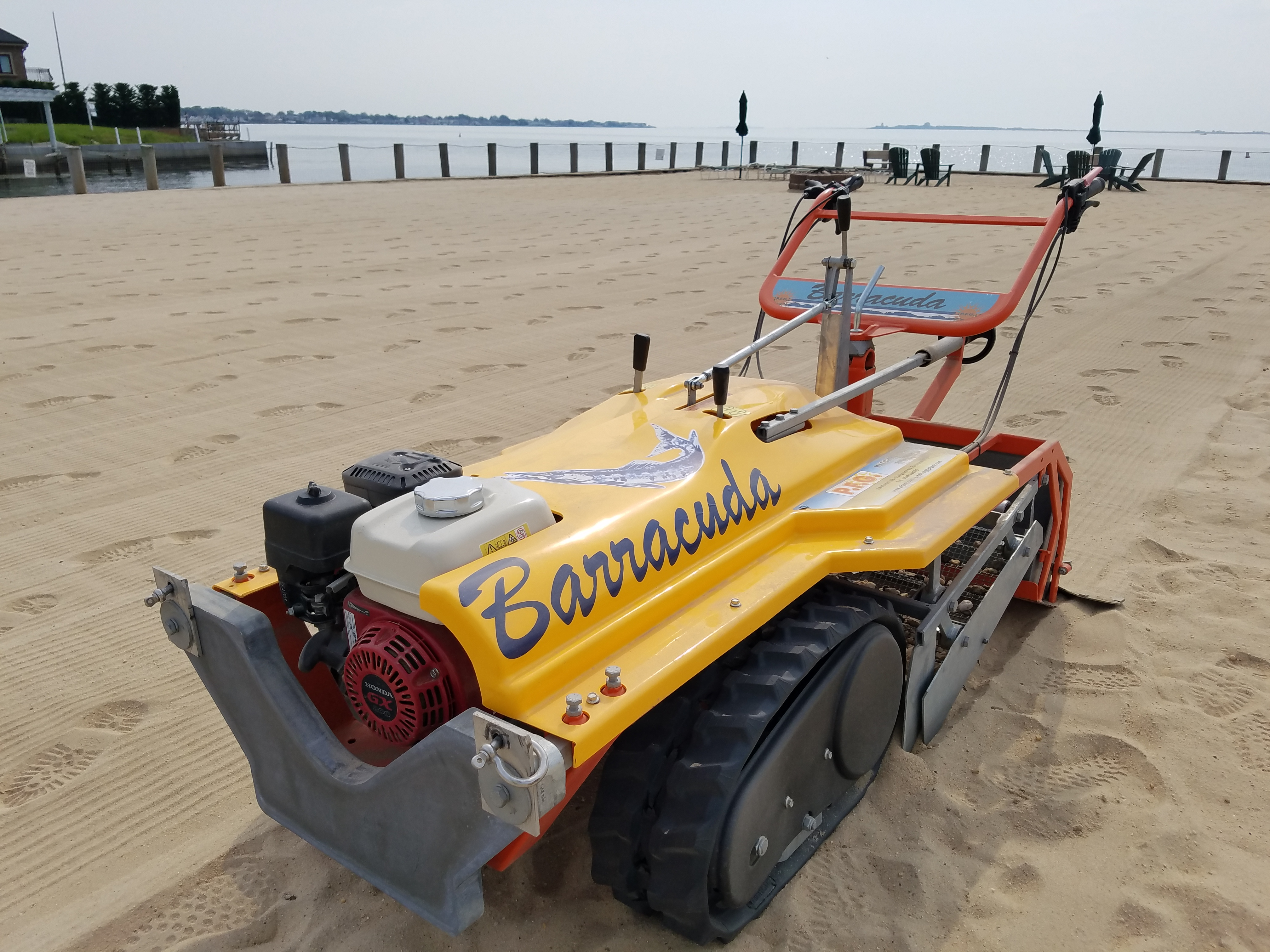
پاک کننده پشت ساحل

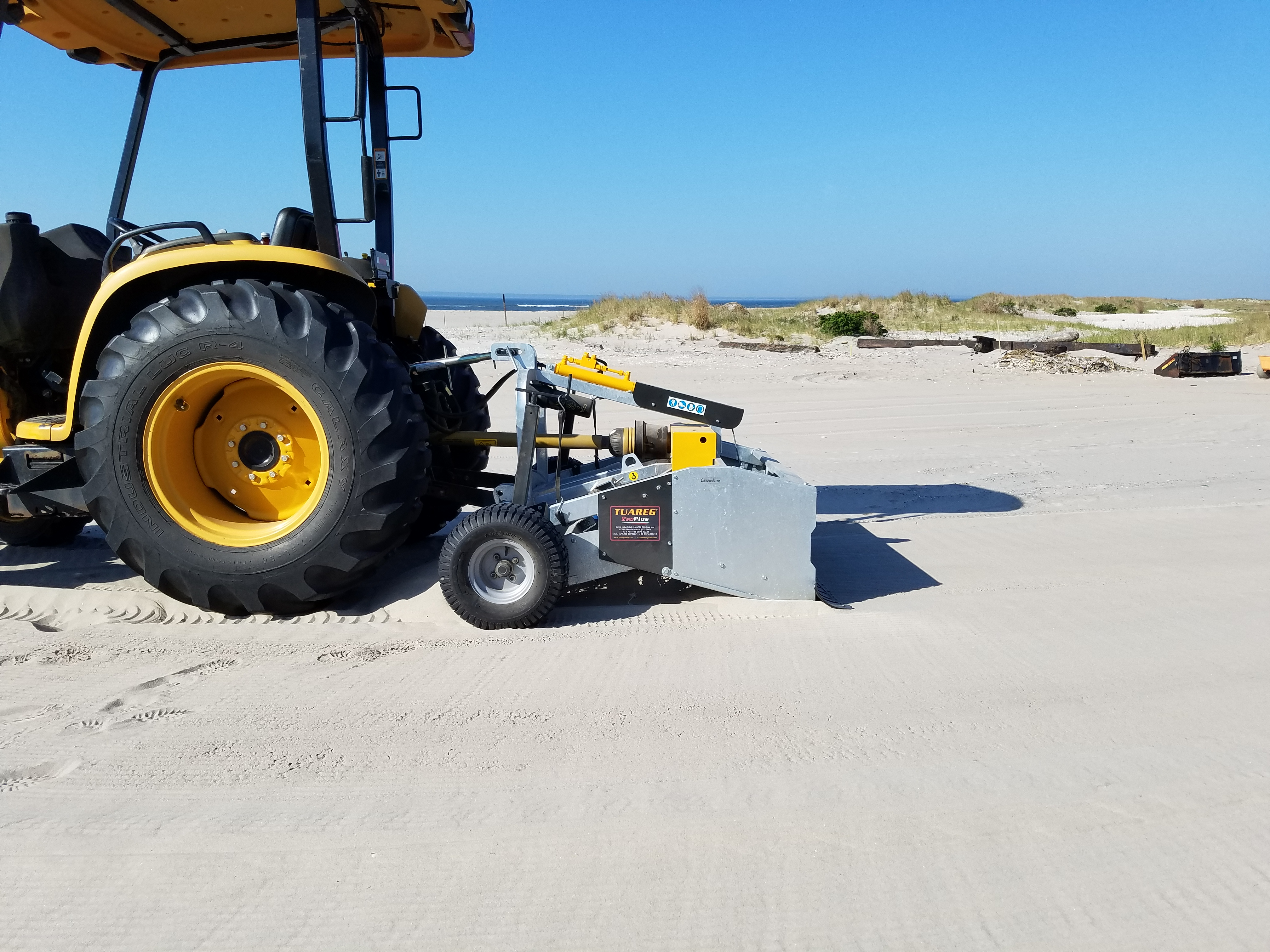
پاک کننده ساحل متصل به تراکتور

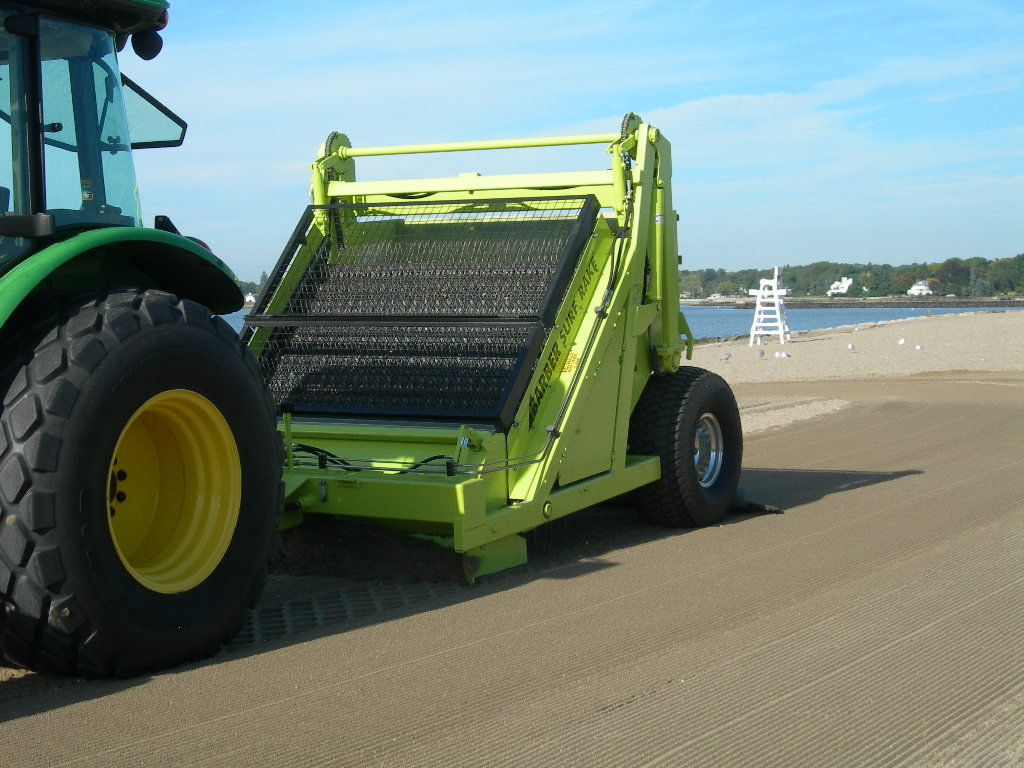
شن کش ساحل

ماشین تمیزکننده ماسه (انگلیسی: Sand cleaning machine)، پاک‌کننده ساحل، یا (به‌طور محاوره ای) سندبونی (Sandboni) وسیله نقلیه ای است که یک دستگاه شن کش یا الک را روی شن‌های ساحل می‌کشد تا زباله‌ها و سایر مواد خارجی را خارج کند. این ماشین‌ها وسایل نقلیه ای هستند که به صورت خودکششی یا دستی روی چرخ یا توسط موتور چهار چرخ یا تراکتور کشیده می‌شوند. شهرهای ساحلی از ماشین‌های تمیز کننده سواحل برای مبارزه با مشکلات زباله‌های باقی‌مانده از سوی مشتریان ساحل و سایر آلودگی‌های شسته شده در سواحلشان استفاده می‌کنند. یکی از وظایف اصلی در استراتژی‌های تمیز کردن سواحل، یافتن بهترین راه برای مدیریت مواد زائد در سواحل با در نظر گرفتن فرسایش ساحلی و تغییر زمین است. ماشین‌های تمیزکننده ساحل با جمع‌آوری شن و ماسه از طریق مکانیزم اسکوپ یا کشیدن و سپس جمع‌آوری یا الک کردن هر چیزی که به اندازه کافی بزرگ باشد، از جمله چوب، سنگ، زباله و سایر موارد، کار می‌کند.
کاربردهای مشابه شامل سواحل دریاچه، زمین‌های شنی برای والیبال ساحلی و مهدکودک‌ها و زمین‌های بازی است. کلمه سندبونی یک پسین‌سازی است که به ماشین سطح یخ یخ‌پرداز اشاره دارد.